# Oryba achemenides
Oryba achemenides är en fjärilsart som beskrevs av Pieter Cramer 1779. Oryba achemenides ingår i släktet Oryba och familjen svärmare. Inga underarter finns listade i Catalogue of Life.

## Bildgalleri

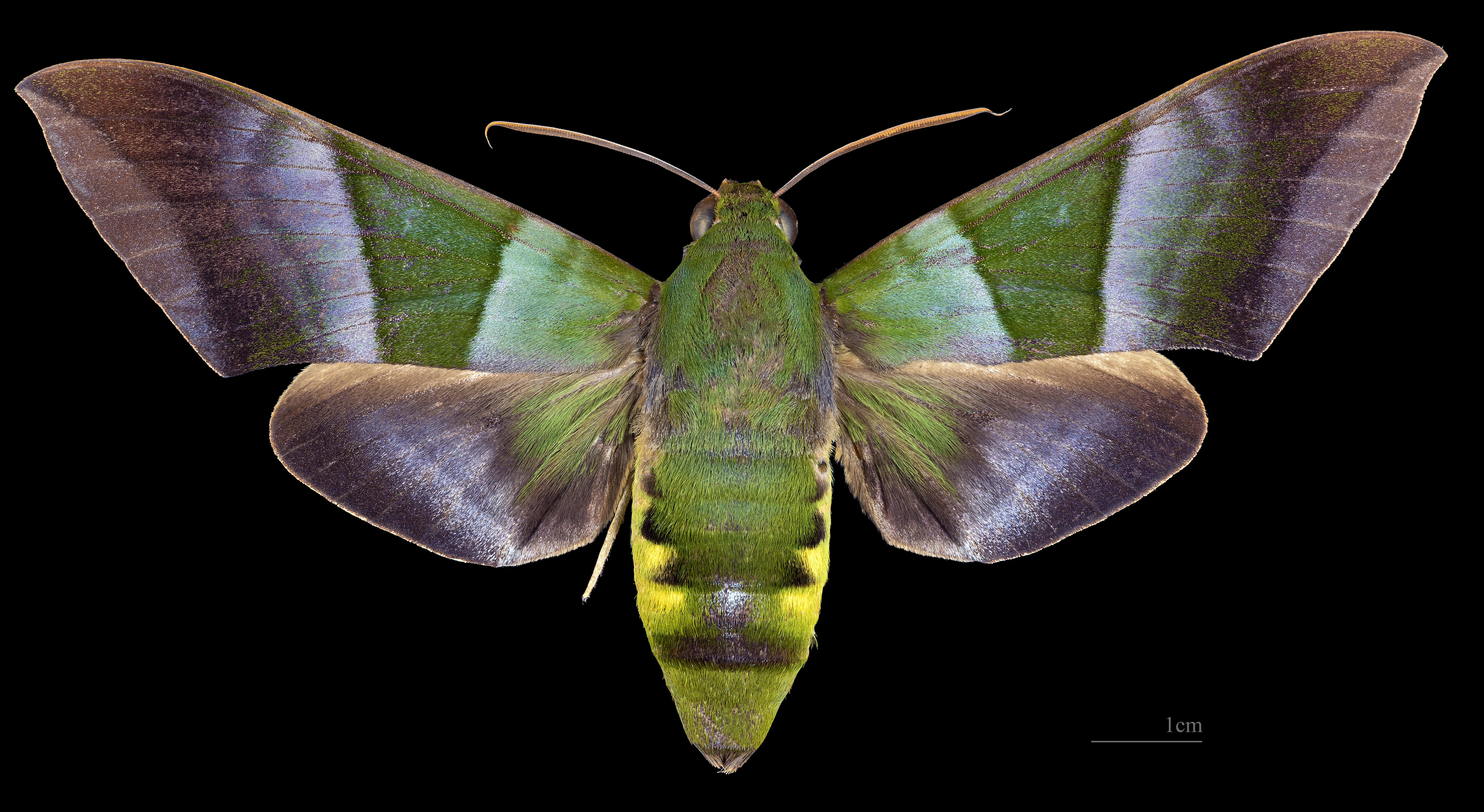
Oryba achemenides ♀
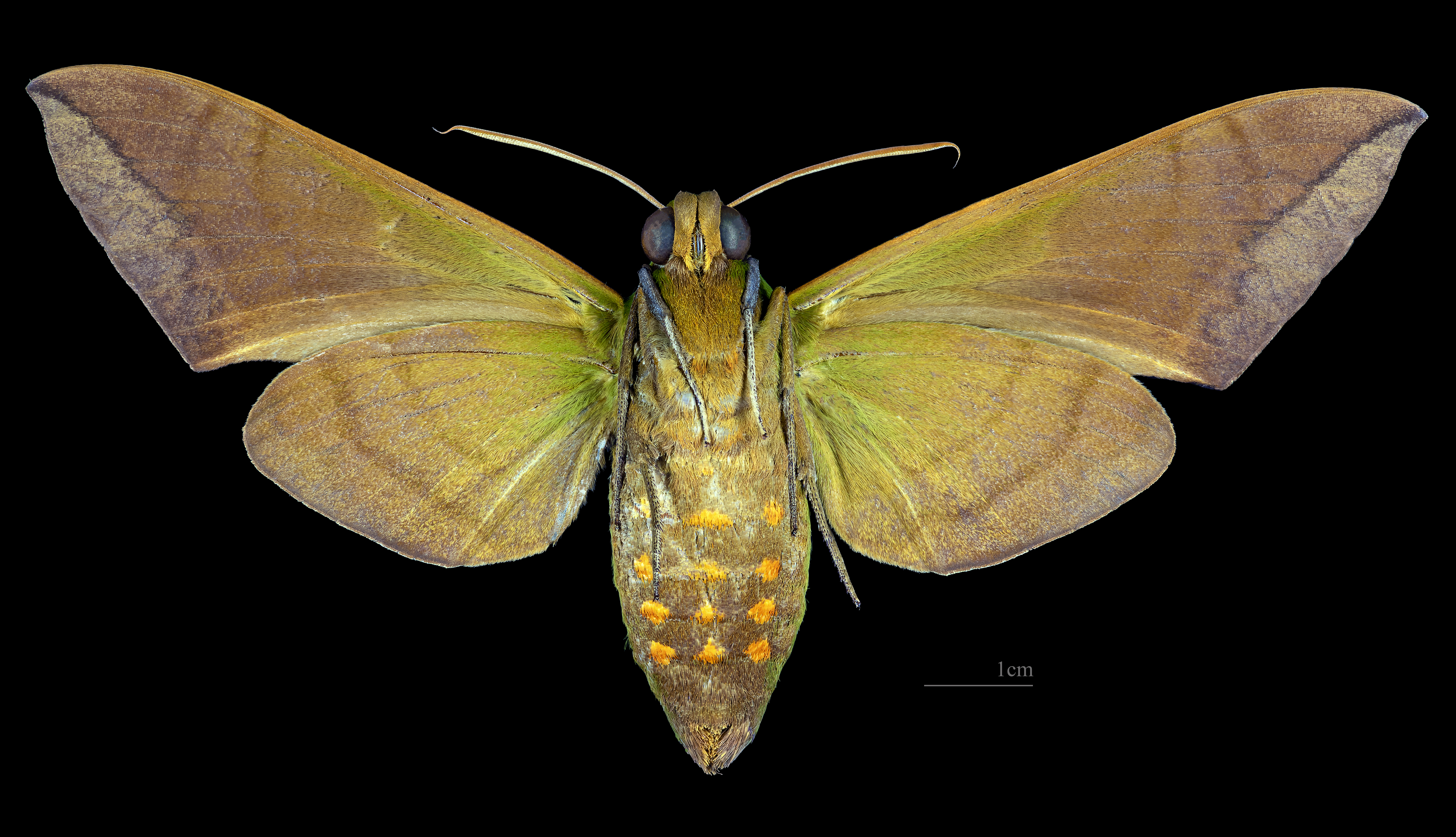
Oryba achemenides  ♀ △